# Список тем комп'ютерної лінгвістики та інформаційного пошуку
|  | Службовий список статей, створений для координації робіт з розвитку теми. Це попередження не встановлюється на інформаційні списки і глосарії. |

Список тем комп'ютерної лінгвістики та інформаційного пошуку.

## Теорія та методи
- Алгоритм Леска
- Алгоритм Луна
- Алгоритм Роккіо (Rocchio Classification[en])
- Закон Бенфорда
- Закон Бредфорда
- Закон Гіпса
- Закон Ципфа
- Лематизація
- Обчислювальний гумор[en]
- Оптичне розпізнавання символів
- Стемінг
- Маркування частин мови (Part-of-speech tagging, POS tagging)
- Soundex
- Аналіз тональності тексту(Sentiment analysis)

## Інформаційний пошук
- Інформаційний пошук

### Моделі
- Векторна модель (Vector space model)
- Імовірнісна модель релевантності (Probabilistic relevance model[en])
- Модель мережі припущень, баєсова модель пошуку (Inference network model)
- Пошук зображень за змістом (Content-based image retrieval, CBIR, QBIC)

### Теорія та методи
- Банк дерев (Treebank[en])
- Інвертований індекс (Inverted index)
- Влучність та повнота (Precision and recall)
- Принцип імовірнісного ранжування (Probability Ranking Principle)
- KWIC (Key Word in Context[en])
- n-грама (n-gram)
- SMART (SMART Information Retrieval System[en])
- TF-IDF

### Дослідники
- Аміт Сінгал (Amit Singhal[en])
- Ванневар Буш (Vannevar Bush)
  - Як ми можемо мислити (As We May Think[en])
- Ганс Пітер Лун (Hans Peter Luhn[en])
- Джеральд Солтон (Gerard Salton[en])
- Карен Спарк Джонс (Karen Spärck Jones)
- Кіріл Клевердон (Cyril Cleverdon[en])

### Історія та конференції
- Джорджтаунський експеримент
- Кренфілдські випробування (Cranfield Experiments[en])
- Національний інститут стандартів і технологій (National Institute of Standards and Technology, NIST)
- SIGIR (Special Interest Group on Information Retrieval[en])
- TREC (Конференція інформаційного пошуку, КІПО, Text Retrieval Conference[en])

## Корпуси
- Британський національний корпус
- Національний корпус російської мови
- Німецький довідковий корпус
- Оксфордський корпус англійської мови
- Український національний лінгвістичний корпус (УНЛК)

## Програмне забезпечення
- Natural Language Toolkit (NLTK)
- Moses

## Мовознавство
- Піраха — можливо, єдина відома нерекурсивна людська мова.

## Словники
- WordNet